# NGC 1987
NGC 1987 ist ein offener Sternhaufen in der Großen Magellanschen Wolke im Sternbild Tafelberg. Der Sternhaufen wurde am 3. November 1834 von dem Astronomen John Herschel mit einem 48-cm-Teleskop entdeckt. Die Entdeckung wurde später im New General Catalogue verzeichnet.